# グリーングリーン2 恋のスペシャルサマー
『グリーングリーン2 恋のスペシャルサマー』（グリーングリーン ツー こいのスペシャルサマー）は山奥の全寮制学校「鐘ノ音（かねのね）学園」の新入生が主役のドタバタコメディを描いた18禁恋愛アドベンチャーゲーム。『グリーングリーン』の続編。

## 概要
今回は前作キャラも出てくるほか、鐘ノ音学園廃校という大事件が起きる。また、各ヒロインのエンディングが基本的に『永遠の別れ』である。今回も女性キャラと男性キャラがほぼ同等に扱われている。また、前作のようなハッピーエンド的なヒロインが少なく、エンディングはシュールなものが多い。

### 続編
グリーングリーン3 ハローグッバイを参照。

## 登場人物
緑河 豊（みどりかわ ゆたか）
記憶喪失の主人公。素っ裸で入学式に行ってしまう。
川瀬 真菜 （かわせ まな）
声：塩山由佳
身長：158cm・体重：42kg・バスト：Dカップ。祖父からカメラをもらって以来、常にカメラを持っている。カメラが趣味なのだが、下手の横好きで一向に上手くなる気配がないことを悩んでいる。そもそもピントが合わせられない。
柊 麻理亜（ひいらぎ まりあ）
声：観村咲子
身長：161cm・体重：40kg・バスト：Cカップ。父は鐘ノ音学園理事というお嬢様。かなり高飛車である。また上級生にも物怖じしないまっすぐな性格で、ごく一部の学生に絶大な人気を持っている。取り巻きがいないときは、一人でボーっとしている。学園の前時代的な野蛮さに辟易していて、何とか学園を変えたいと思っている。
丘野 ひまわり（おかの ひまわり）
声：新千恵子
身長：142cm・体重：35kg・バスト：Aカップ。天真爛漫でちょっと子供っぽく、わりと天然な感じで性格もやや幼い。自然の多い鐘ノ音はかなりのお気に入りで、蝶を追いかけたり花を眺めたりしている。家庭内暴力が原因で鐘ノ音に来た。
松浦・ルーシー・美夏（まつうら ルーシー みか）
声：青山美帆
身長：158cm・体重：45kg・バスト：Gカップ。ハーフの帰国子女。国外での生活が長かった為、挨拶や感謝のキスが気軽に出てしまい、男子からは非処女と思われている。鐘ノ音での生活に大きなギャップを感じているが、慣れる気もないらしい。髪の毛の色は元々は黒。
ヘルス
声：高戸靖広
本名は佐貫 新太郎（さぬき しんたろう）。身長：162cm・体重：63kg。自称・地獄を見てきた男。入学式でばっちり決めるためにパーマをかけたが、失敗している。その後はオールバックになった。名前の由来は英語で「地獄」というスペルを「HELTH」と間違えたため。バッチグーの再来とも言われている。実はイイ奴。
堤
本名は堤 康隆（つつみ やすたか）。身長：155cm・体重：51kg。ビジュアルが男性器そのもの。最初は鼻までマフラーを巻いているが、のちにそれをとり、銀色のネックレスをする。怒ると人が変わったように一気にまくし立てる。夜這いに行く時などに「男を立てる」という理由で最初に行けと言われる。結構イイ奴。
ホセ
声：龍谷修武
本名は保瀬 範康（ほせ のりやす）。身長：182cm・体重：80kg。新入生なのに、老け顔のため上級生などに間違えられる。体が大きいのに、租チンで悩んでいる。また、髪の毛が薄いのにムースをいっぱい使う。変な口癖を持っている。また、徳川埋蔵金を手に入れるために鐘ノ音学園の裏山を日々掘っている。すごくイイ奴。
モッさん
本名は山本 保（やまもと たもつ）。身長：174cm・体重：87kg。普段から何を喋っても、聞き取れるのはツツミと小野カツ子くらい。アニメの絵がうまいが、それをオナニーのおかずとして使われると怒る。実は結構スケベ。
バッチグー
声：田中一成
本名は伊集院 忠知（いじゅういん ただとも）。前作の3バカの一人。新総長の天神を影から操る、実質は影の総長。相変わらず暴走しており、エックスTシャツも健在。三年生になったことで、下級生を奴隷のように使役して好き勝手な毎日を送っている。語尾に付く「～っしょ」が口癖。
一番星 光（いちばんぼし ひかる）
声：土門仁
前作の3バカの一人。参謀役として、天神を操る。最近は将来のこともまじめに考えているらしいが、女のお尻を追いかける。童貞を捨てたかどうかは不明。後輩にはやさしい。
天神 泰三（てんじん たいぞう）
声：浜田賢二
前作の3バカの一人。九州男児でロリコン。新総長であるが、バッチグーと一番星に操られている。パワーがものすごく、廃校反対運動の時は彼が興奮して暴れてしまい、二年寮・三年寮が陥落してしまった。
毒ガス（どくガス）
声：高橋あきお
本名は子安 ケンタ（こやす けんた）。前作にも登場したキャラ。前作同様いじられキャラだが、今回は後輩にもなめられている。カメラを手に学内をうろついては隠し撮りを行う不審者。
高崎 祐介（たかさき ゆうすけ）
声：私市淳
前作の主人公。三年生になり今回はボイスありでサブキャラとして普通に出てくる。朽木双葉と疎遠になり元気がない。『みどりシナリオ』では重要なキャラ。
朽木 双葉（くつき ふたば）
声：藤巻恵理子
前作も登場したキャラ。三年生で現在祐介と付き合っているが、とある事が原因で疎遠な関係になっている。
千歳 みどり（ちとせ みどり）
声：中山さら
前作の登場キャラで、1000年後の未来から来た未来人。未来で年を取ったため、今回は新任教師として登場する。彼女が鐘ノ音学園で過ごしたことは、祐介たちの記憶から消されている。しかし過去に2回も鐘ノ音で過ごしているため、天神たちとの相性は抜群である。未だに祐介のことが忘れられない。
堀田 健一（ほった けんいち）
声：神谷浩史
誰もが恐れる鐘ノ音学園の先代総長。鐘ノ音学園廃校の危機を知り、総長のOBを集めて学園を助けに来るアツイ男。
轟 やすし（とどろき やすし）
声：高橋あきお
学園の教師。相変わらず生徒をすぐヤカンで殴るなどするが、廃校の時には理事長に土下座して廃校取り消しをお願いするなど、実は非常に生徒想い。三年生達は口には出さないものの、深く信頼している。
緒方 和夫（おがた かずお）
学園の用務員のじいさん。今回はチアリーダー部の顧問になったり、猫の世話をしたりと活躍する。
理事長（りじちょう）
鐘ノ音学園の経営者であり最高権力者。柊麻理亜の父でもある。資金面の問題から、鐘の音学園を廃校にしようとする。
OB（おーびー）
先代総長・堀田健一が声をかけて集まった歴代総長達のこと。ほとんどが建築業・不動産業などの会社を経営しており、彼らの寄付のおかげで鐘ノ音の運営が今まで出来ていた。そのため、理事長に対する発言権も大きい。
亀頭 棒太郎（きとう ぼうたろう）
鐘ノ音学園校長。名前もさることながら、そのビジュアル自体も相当危ない。
小野 カツ子（おの カツこ）
声：御崎朱美
食堂のおばさん。最近は色気を出す努力をしているらしい。もっさんの言っていることがわかる、数少ない人。

## 主題歌
オープニング
- 『Like a Green』
  - 歌：UR@N 作詞：桑島由一 作曲：milktub 編曲：ms-jacky

エンディング
- 『My Way』 -麻理亜エンディング-
  - 歌：UR@N 作詞：milktub 作曲：milktub 編曲：ms-jacky
- 『バイバイ』 -真菜エンディング-
  - 歌：NANA 作詞：桑島由一 作曲：milktub 編曲：ms-jacky
- 『See You Again』 -ルーシーエンディング-
  - 歌：YURIA 作詞：milktub 作曲：milktub 編曲：ms-jacky
- 『夢』 -ひまわりエンディング-
  - 歌：佐藤ひろ美 作詞：桑島由一 作曲：milktub 編曲：ms-jacky
- 『アルバム』 -みどりエンディング-
  - 歌：YURIA 作詞：ヤマグチノボル 作曲：milktub 編曲：ms-jacky

## スタッフ
- 原作/プロデューサー：bamboo
- 原画・キャラクターデザイン：くろたま商会/片倉真二
- シナリオ：美南風悠/崇光剛/桑島由一
- 音楽：milktub/Elements Garden